# Mérőóra

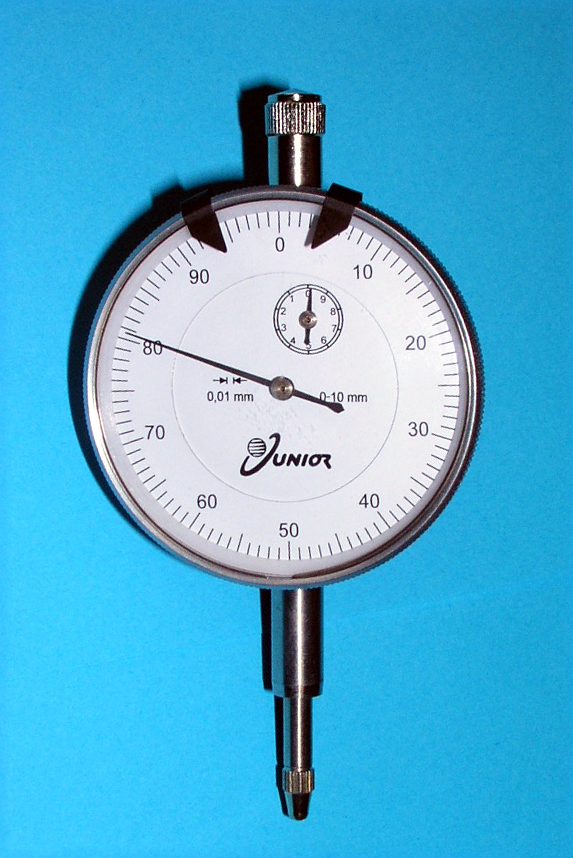
Mérőóra

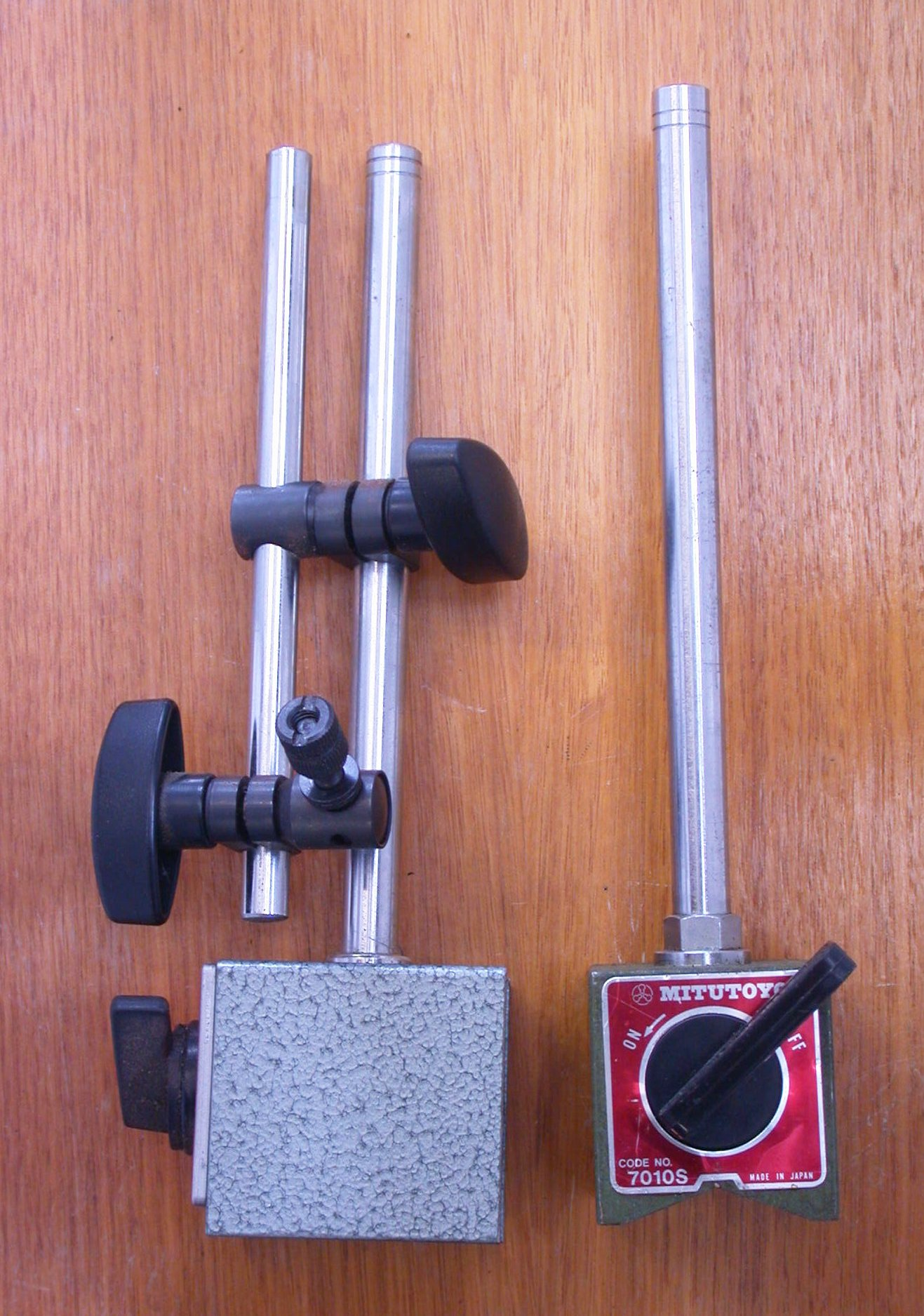
Mágneses mérőóra állvány

A mérőóra vagy indikátoróra gépipari mechanikus hosszmérő műszer, melyet általában 0–10 mm hosszú elmozdulások 0,1-0,01 mm pontosságú mérésére használnak. Egyes mérőórák pontossága 0,001 mm is lehet. A mérőóra érzékelő csapjának elmozdulását fogaskerekes áttétel nagyítja fel, és körskálán olvasható le az elmozdulás 0–1 mm közötti része. Az elmozdulás milliméternél nagyobb részét az óra számlapján belül elhelyezkedő kis skálán lehet leolvasni.
Gyártanak digitális kijelzésű mérőórákat is. Ezek könnyebb leolvasást és akár 0,1 μm pontosságú mérést biztosítanak. Lehetőség van továbbá a mért adatok tárolására és összehasonlítására is.

## A mérőóra használata
A mérőórát mindig állványra szerelve használják, az állvány vagy mereven befogott, vagy csúsztatható talpon áll. A szokásos állványok alaptestébe erős állandó mágnest szerelnek, mely egy kar segítségével az alapsíkhoz közelíthető vagy távolítható. A mágnes segítségével erősen hozzáfogható acél alaphoz.
Mérőórával kis elmozdulásokat lehet mérni, az elmozdulásokból lehet következtetni az ugyancsak kis hosszméretekre. Az ábrákon két egyszerű alkalmazás vázlata látható. 
- Az egyik egy tengely ovalitásának (egészen pontosan az úgynevezett ütésének) mérését szemlélteti. A mérés úgy történik, hogy az óra állását leolvassuk a beállított helyzetben, majd kikeressük a legkisebb méretű helyet a tengely elforgatásával. Itt a mérőóra elforgatható számlapját „0” állásba forgatjuk, majd megkeressük a legnagyobb kitérés helyét. Ha a két helyzet közötti szög 90°, valóban ovalitásról van szó, ha 180°, excentricitásról, más szög esetén körkörösségtől való eltérésről.

- A másik kép két sík párhuzamosságának vizsgálatát mutatja. A mérőórát állványra szerelik, mely elcsúsztatható a vonatkozási sík felületen. A másik felület párhuzamosságának ettől való eltérését a mérőórán le lehet olvasni.

Ha két tengely (például villanymotor és örvényszivattyú tengelyének) egytengelyűségét vizsgáljuk, az egyik tengelyre erősítjük a mérőórát a másik tengelyre merőlegesen. A két tengelyt együtt forgatva az indikátorórán a forgástengelyek egytengelyűségi hibájának kétszerese olvasható le az alkatrészek esetleges ovalitásától illetve körkörösségi hibájától vagy excentricitásától függetlenül. 
Több mérőórával ezeknél összetettebb mérések is végezhetők. Két tengely szögeltérését két mérőóra segítségével mérhetjük ki. Az egyik tengelyhez rögzítünk két mérőórát tengelyirányban nekitámasztva a másik tengely tengelykapcsolójának minél nagyobb átmérőjű homlokfelületén. A szöghiba a felfekvési kör átmérőjéből és a két mérőóra elmozdulásainak különbségéből kiszámítható. Ugyancsak meghatározható az a sík is, melyben a két tengely hajlik egymáshoz. A mérést nem befolyásolja, ha a tengelyek egymáshoz képest tengelyirányban elmozdulnak. 

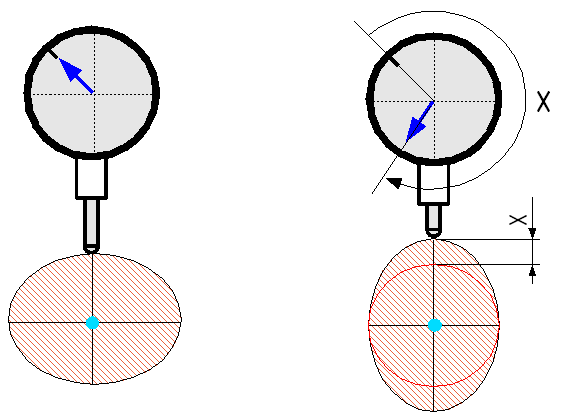
Ovalitás mérése

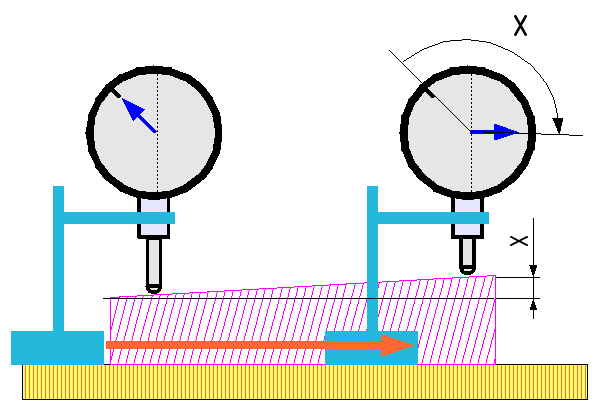
A síktól eltérés mérése